# Ekspresjonizm w muzyce
Ekspresjonizm – kierunek w muzyce modernistycznej, niekiedy zaliczany do okresu późnego romantyzmu z powodu swojej silnej emocjonalności. Ekspresjonizm w muzyce ma luźny związek z ekspresjonizmem w malarstwie.
Zamierzeniem ekspresjonistów było oddanie wnętrza człowieka zbuntowanego, nieszczęśliwego, cierpiącego, emocji często skrajnych lub chorobliwych. Uzyskiwali ten efekt głównie poprzez złożone, dysonujące harmonią, melodie budowane z dużych skoków interwałowych, często w skrajnych rejestrach, złożony, niesymetryczny, często rozdrobniony rytm, zmienność dynamiczną i nastrój oraz innowacyjną orkiestrację. Przyjmuje się, że okres ekspresjonizmu w muzyce trwał mniej więcej w latach 1905–1925, jednakże jego wpływy sięgają najnowszych czasów (przykładem: opera Czarna maska Krzysztofa Pendereckiego).
Do najwybitniejszych twórców ekspresjonistycznych należeli:
- Aleksandr Nikołajewicz Skriabin
- Arnold Schönberg
- Alban Berg
- Anton Webern
- w młodości Béla Bartók
- W Polsce Krzysztof Penderecki, Witold Lutosławski.